# Троицкий собор Данилова монастыря
Собор Троицы Живоначальной (Тро́ицкий собо́р) — православный храм в Москве, собор Данилова монастыря. Построен в 1833—1838 годах. Вмещает три тысячи человек

## История
Здание его было возведено в 1833—1838 годах в стиле позднего русского классицизма по проекту известного московского архитектора Осипа Бове (по другим сведениям — по проекту Евграфа Тюрина).
Главный престол храма был освящён 13 сентября 1838 года митрополитом Московским и Коломенским Филаретом (Дроздовым) в честь Святой Троицы. В том же году состоялось освящение и двух приделов: в честь зачатия праведной Анны (северный) и преподобного Алексия, человека Божия (южный).
В 1930-х годах Троицкий собор был закрыт и полностью перепланирован внутри. Утраченными оказались даже портики северного и южного фасадов.
В 1983 году Данилов монастырь был передан Русской церкви. Затем прошла реконструкция здания. После реставрации интерьер Троицкого собора Свято-Данилова монастыря был воссоздан в виде, близком к первоначальному. После возрождения обители главный престол был вновь освящен 27 апреля 1986 года.

## Архитектура
Над кубическим объёмом установлен круглый барабан с восемью окнами, украшенный сферической главой с небольшой башенкой. На фасадах собор оформлен тосканскими портиками.
Храм возведён на высоком подклете. Сегодня в подклете собора находится церковь, посвящённая рождеству Иоанна Предтечи.

## Престолы
- Главный престол — Троицы Живоначальной
- приделы — Зачатия Анны и Алексия, человека Божия.
- в подклете — придел в честь Рождества Иоанна Предтечи (устроен в 1989 году)